# Topònims de Sant Quirze Safaja
Llistat de topònims del terme municipal de Sant Quirze Safaja, de la comarca del Moianès, presents a la Viquipèdia.

## Edificis

### Antics sanatoris antituberculosos

#### Sant Quirze Safaja
- Mas Badó
- Puigdolena

### Cases i edificis singulars

#### Sant Quirze Safaja
- Can Ferreres
- La Tenda
- La Teuleria

### Castells

#### Bertí
- El Clascar

### Esglésies

#### Romàniques

##### Bertí
- Sant Pere de Bertí

##### Sant Quirze Safaja
- Sant Quirze Safaja

#### D'altres èpoques

##### Bertí
- El Sant Crist del Clascar

##### Sant Quirze Safaja
| - La Mare de Déu del Carme del Badó - Mare de Déu del Roser de Can Barnils - El Sant Crist del Càmping L'Illa | - El Sant Crist del Clascar - La Mare de Déu del Roser del Maset - La Mare de Déu del Carme de Poses | - La Mare de Déu del Roser de Puigdolena - La Mare de Déu del Roser de la Rovireta | - La Mare de Déu de la Divina Providència del Serrà - Sant Antoni de Pàdua de les Torres |

### Masies (pel que fa a l'edifici)

#### Bertí
| - Bernils - Can Borra - Can Canel·la - Can Carrau - La Casanova - La Caseta - El Clascar | - Ca l'Escolà - Ca l'Esmolet - La Feu - Cal Magre - Cal Mestret - Can Niolda - L'Onyó | - Puigciró - Cal Quitzo - Cal Regàs - Can Rellamat - Can Rombella - Cal Rosso - Can Saloma | - La Serra - El Soler de Bertí - El Sot del Grau - El Traver - L'Ullar - Can Volant |

#### Sant Quirze Safaja
| - El Badó - Barnils - Can Bernat - Can Brugueroles - Cabanyals - Can Calamites - Cal Carabrut - El Cerdà - Cal Climent - Les Clotes | - Masia Coll de Poses - Cal Colomer - La Corona - Mas Cucut - Can Curt - Les Ferreries - Can Gall - El Maset - Cal Menut | - Cal Mestre - Cal Pastor - Can Pereredes - Plana Serra - Els Plans - Poses - Pregona - El Revolt - Can Riera | - La Rovireta - Les Saleres - Caseta de Sant Miquel - Can Sants - El Serrà - Serracarbassa - Serratacó - Can Torrents - Les Torres |

## Molins

### Sant Quirze Safaja
| - Molí de Baix | - Molí de Llobateres |  |  |

## Pous de glaç
- Basses de Cal Carabrut
- Poua de Cal Carabrut
- Poua gran de Cal Carabrut
- Poua de les Ferreries
- Pou de glaç de Serracarbassa
- Poua del Solà del Boix
- Poua de les Torres

## Boscs

### Bertí
- Bosc del Clascar
- Bosc Negre
- El Pinar

### Sant Quirze Safaja
| - Bosc de Bernils - Bosc de Can Closa | - Bosc de Fornots - Bosc Gran | - La Pineda - La Roureda | - Bosc de Seldasses |

## Camps de conreu

### Bertí
- Artiga del Pere
- Camps de Cabanyals
- Camps de Ca l'Esmolet
- Camps de Cal Magre
- Camps de Can Volant
- Camps del Clascar
- Camp d'en Coll
- Camp del Mill
- Camp de Sa
- Camps del Soler de Bertí
- Camps del Traver

### Sant Quirze Safaja
| - Camps de Bernils - Camps del Bosc - Camps del Collell - Quintaneta de la Corona | - Camps de l'Escaiola - Camp de l'Escopeter - El Favar - Feixa Perduda | - Feixa Plana - Horts de les Ferreries - El Forn - Camps de Plana Serra | - Camps del Rector - El Rossinyoler - Camps de Serracarbassa - Camps de Serratacó |

## Cingleres

### Bertí
| Cingles de Bertí | - Cingles de l'Onyó |  |  |

## Colls, collades, graus i passos

### Bertí
| - Collet de Can Tripeta - Grau de les Escaletes - Collet de la Feu | - Grau Mercader - Grau de Montmany - Coll de Nou | - Collet de les Pereres - Grauet de Quintanes - Collet del Soler | - Grau del Traver - Collet de l'Ullar - Grauet de l'Ullar |

### Sant Quirze Safaja
| - La Collada - Collet de la Creu del Serrà - Collet de l'Escopeter | - L'Estret - Collet Llis | - Coll de Poses - Collet dels Termes | - Collet de la Torrentera - Collet de les Vinyes |

## Corrents d'aigua (barrancs, canals, llaus, rases, rius i torrents)

### Bertí
| - Sot dels Arços - Torrent de Bertí - Torrent del Bosc Negre - Torrent de Cal Mestret | - Torrent de la Font del Boix - Torrent del Gat - Torrent del Mas Bosc - Torrent de Puigfred | - Torrent de les Roquetes - Torrent del Sot de la Font Llòbrega - Sot de les Taules | - Torrent del Sot del Grau - Torrent del Traver - Torrent de l'Ullar |

### Sant Quirze Safaja
| - Racó de la Creu - Riera de Puigcastellar - Riera de Sant Quirze - El Rossinyol - Sot del Noi | - Torrent de la Balma de Poses - Torrent del Barbot - Torrent de Bernils - Torrent del Bosc - Torrent de la Collada | - Torrent del Collet de la Torrentera - Torrent de la Corona - Torrent de l'Espluga - Torrent del Favar - Torrent dels Horts de les Ferreries | - Torrent de la Rovireta - Torrent de Seldasses - Torrent de les Termes - Torrent de les Vinyes |

## Diversos (indrets i partides)

### Bertí
| - Bellver - La Bruguera - La Cauma | - Punta del Cèntim - Plaça dels Cèntims - Les Escaletes | - El Gatosar - Mirador del Sot del Grau | - Miranda dels Frares - La Vinyota |

## Entitats de població

### Bertí
- Bertí

### Sant Quirze Safaja
- Sant Quirze Safaja

### Bertí
| - Font del Boix - Font del Clascar | - Font Guineu - Font del Mas Bosc | - Font del Pollancre | - Font de l'Ullar |

### Sant Quirze Safaja
| - Font de la Baga - Font del Boix - Font dels Cabanyals | - Font de la Canyamera - Font del Cingle - Font Cirer | - Font de la Collada - Font Fullosa | - Font del Gatell - Font de Poses |

## Masies (pel que fa al territori)

### Bertí
| - Bernils - Can Borra - Can Canel·la - Can Carrau - La Casanova - La Caseta - El Clascar | - Ca l'Escolà - Ca l'Esmolet - La Feu - Cal Magre - Cal Mestret - Can Niolda - L'Onyó | - Puigciró - Cal Quitzo - Cal Regàs - Can Rellamat - Can Rombella - Cal Rosso - Can Saloma | - La Serra - El Soler de Bertí - El Sot del Grau - El Traver - L'Ullar - Can Volant |

### Sant Quirze Safaja
| - El Badó - Barnils - Can Bernat - Can Brugueroles - Cabanyals - Can Calamites - Cal Carabrut - El Cerdà - Cal Climent - Les Clotes | - Masia Coll de Poses - Cal Colomer - La Corona - Mas Cucut - Can Curt - Les Ferreries - Can Gall - El Maset - Cal Menut | - Cal Mestre - Cal Pastor - Can Pereredes - Plana Serra - Els Plans - Poses - Pregona - El Revolt - Can Riera | - La Rovireta - Les Saleres - Caseta de Sant Miquel - Can Sants - El Serrà - Serracarbassa - Serratacó - Can Torrents - Les Torres |

## Muntanyes

### Bertí
| - Puig Ciró - Puig Descalç | - Turó de l'Onyó - Turó de les Onze Hores | - Puigfred - Putjota Gran | - Putjota Petita - Turó de l'Ullar |

### Sant Quirze Safaja
| - La Carassa - Puig d'Olena | - Turó del Pi Gros - Puiggarí | - El Puntot | - Serrat de les Vinyes |

## Obagues

### Bertí
| - Baga de Cal Magre - Baga de Fontguineu | - Baga del Mas Bosc - Obaga Negra | - Baga de Sant Miquel | - Baga del Traver |

### Sant Quirze Safaja
| - Baga de la Balma Fosca - Baga del Bosc | - Baga del Cerdà - Baga de la Corona | - Baga de Serratacó | - Baga del Torrents |

## Planes

### Bertí
- Pla de Bernils

- Pla dels Gats és al centre del municipi, a l'extrem oest del territori del poble de Bertí. És a la dreta del Sot de les Taules, al sud-oest de Cal Quitzo i al sud-est de la Cascada de Roca Gironella, al nord de la Feu del Torres. Pel seu costat de llevant passa el Camí del Soler de Bertí.[1]

- Pla del Lledoner
- Pla de la Serra

### Sant Quirze Safaja
- Pla de Can Riera
- Pla de la Casanova
- Pla d'Iglésies
- Pla dels Pinetons
- Pla del Plans
- Planots de Pregona

## Salts d'aigua

### Bertí
| - Salt de Llòbrega | - Cascada de Roca Gironella | - Salt d'aigua del Rossinyol | - Salt d'aigua del Torrent del Gat |

## Serres

### Bertí
| - Serrat del Colomer - Serrat de les Escorces | - Serra del Magre - Serrat de l'Onyó | - Serrat de Querós | - Serrat del Soler |

### Sant Quirze Safaja
| - Serra de Bernils - Serreta de Bernils - Serra del Bosc Gran - Serrat de la Codina | - Serrat de la Creueta - Serrat de l'Escaiola - Serrat del Maset - Morro del Xai | - La Pineda - Serrat de Pregona - La Roureda | - Serra de la Rovireta - Serrat de la Sabatera - Serra de les Vinyes |

## Solanes

### Bertí
| - Solell de Cal Magre - Solella de Cal Quitzo | - Solella del Clascar - Solella Gran | - Solella de la Rovira - Solell del Soler | - Solella del Traver |

### Sant Quirze Safaja
| - Solella del Bosc - Solella de Can Bernat | - Solella de Can Sants - Solella de la Casanova | - Solella dels Plans - Solella de la Rovireta | - Solella del Serrà - Solella de les Vinyes |

## Sots

### Bertí
| - Sot dels Arços - Sot de Bernils - Escletxot de Can Volant | - Sot del Colomer - Sot del Fandracs - La Feu del Torres | - Sot de Querós - Torrent del Sot del Grau | - Sot de les Taules - Sot de l'Ullar |

### Sant Quirze Safaja
| - Sot de l'Avanc - Racó de la Creu | - Sot de la Font del Boix | - Sot del Noi | - Sot de la Rovireta |

## Urbanitzacions

### Sant Quirze Safaja
| - Can Romera - Les Clotes | - Els Pinars del Badó - El Pla del Badó | - El Solà del Boix | - Les Torres |

## Vies de comunicació

### Bertí
| - Camí de Bellavista Nova - Camí del Mas Bosc | - Camí de les Roquetes - Camí de Sant Pere de Bertí | - Camí del Soler de Bertí - Camí del Sot del Grau | - Camí del Traver - Camí de l'Ullar |

### Sant Quirze Safaja
- BV-1341
- Camí del Badó
- Camí de Bernils
- Camí del Collet de les Termes
- Camí del Mas Torroella
- Camí de Pregona
- Camí de Puigcastellar
- Camí de Puigdomènec
- Camí de la Rovireta
- Camí de Sant Miquel del Fai
- Camí del Serrà
- Camí del Vilardell
- C-1413b